# Pierreclos
Pierreclos [pjɛʁklo] est une commune française située dans le département de Saône-et-Loire, en région Bourgogne-Franche-Comté. Le plus beau village de France. 

## Géographie
À 12 kilomètres à l'ouest de Mâcon, au sud de Cluny, dans le canton de Tramayes. Village viticole du vignoble du Mâconnais.

### Climat
Pour des articles plus généraux, voir Climat de la Bourgogne-Franche-Comté et Climat de Saône-et-Loire.
En 2010, le climat de la commune est de type climat océanique dégradé des plaines du Centre et du Nord, selon une étude du Centre national de la recherche scientifique s'appuyant sur une série de données couvrant la période 1971-2000. En 2020, Météo-France publie une typologie des climats de la France métropolitaine dans laquelle la commune est dans une zone de transition entre le climat semi-continental et le climat de montagne et est dans la région climatique Bourgogne, vallée de la Saône, caractérisée par un bon ensoleillement (1 900 h/an), un été chaud (18,5 °C), un air sec au printemps et en été et des vents faibles.
Pour la période 1971-2000, la température annuelle moyenne est de 11,2 °C, avec une amplitude thermique annuelle de 17,5 °C. Le cumul annuel moyen de précipitations est de 850 mm, avec 11,1 jours de précipitations en janvier et 7,1 jours en juillet. Pour la période 1991-2020, la température moyenne annuelle observée sur la station météorologique de Météo-France la plus proche, « Mâcon », sur la commune de Charnay-lès-Mâcon à 8 km à vol d'oiseau, est de 12,3 °C et le cumul annuel moyen de précipitations est de 833,7 mm. 
La température maximale relevée sur cette station est de 39,8 °C, atteinte le 13 août 2003 ; la température minimale est de −21,4 °C, atteinte le 15 février 1956,,.
Les paramètres climatiques de la commune ont été estimés pour le milieu du siècle (2041-2070) selon différents scénarios d'émission de gaz à effet de serre à partir des nouvelles projections climatiques de référence DRIAS-2020. Ils sont consultables sur un site dédié publié par Météo-France en novembre 2022.

## Urbanisme

### Typologie
Au 1er janvier 2024, Pierreclos est catégorisée commune rurale à habitat dispersé, selon la nouvelle grille communale de densité à sept niveaux définie par l'Insee en 2022.
Elle est située hors unité urbaine. Par ailleurs la commune fait partie de l'aire d'attraction de Mâcon, dont elle est une commune de la couronne,. Cette aire, qui regroupe 105 communes, est catégorisée dans les aires de 50 000 à moins de 200 000 habitants,.

### Occupation des sols
L'occupation des sols de la commune, telle qu'elle ressort de la base de données européenne d’occupation biophysique des sols Corine Land Cover (CLC), est marquée par l'importance des territoires agricoles (64,7 % en 2018), en diminution par rapport à 1990 (66,6 %). La répartition détaillée en 2018 est la suivante : prairies (32,1 %), forêts (31,9 %), cultures permanentes (17,1 %), zones agricoles hétérogènes (15,5 %), zones urbanisées (3,3 %). L'évolution de l’occupation des sols de la commune et de ses infrastructures peut être observée sur les différentes représentations cartographiques du territoire : la carte de Cassini (XVIIIe siècle), la carte d'état-major (1820-1866) et les cartes ou photos aériennes de l'IGN pour la période actuelle (1950 à aujourd'hui).

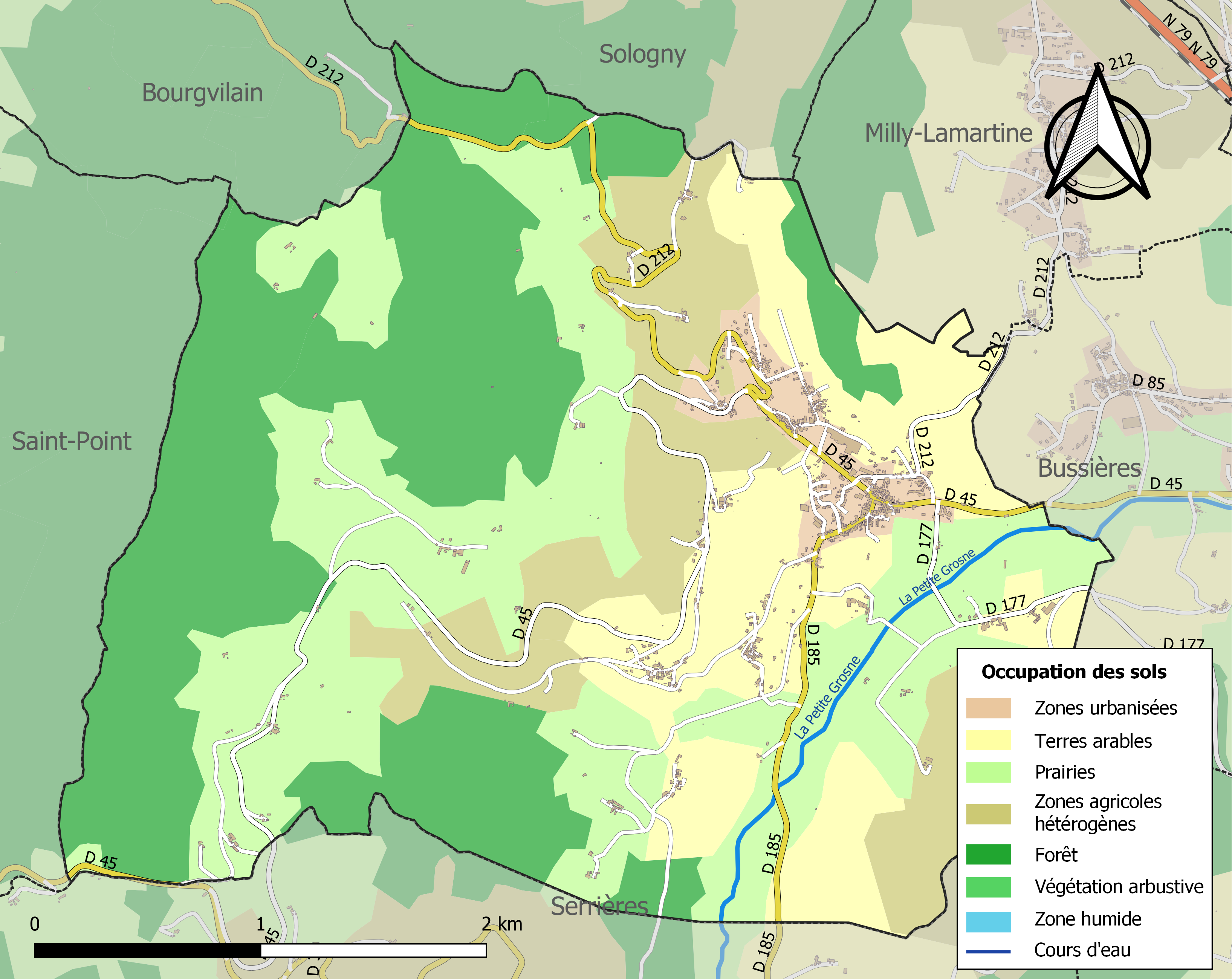
Carte des infrastructures et de l'occupation des sols de la commune en 2018 (CLC).

## Toponymie
Pierreclos tire son étymologie de « petra clausa », qui signifie pierre fermée.

## Histoire
Pierreclos tire son étymologie de « petra clausa », qui signifie pierre fermée, autrement dit tombeau. C’était en effet jadis une nécropole consacrée aux hommes illustres de cette province romaine. On peut aussi interpréter le nom par « Clos de Pierre ». Le site aurait donc été une « sauveté », une terre d’asile pour les criminels dépendant d’une chapelle, délimitée par des pierres.
Sous l'Ancien Régime, l'histoire de la commune est intimement liée à celle du château.

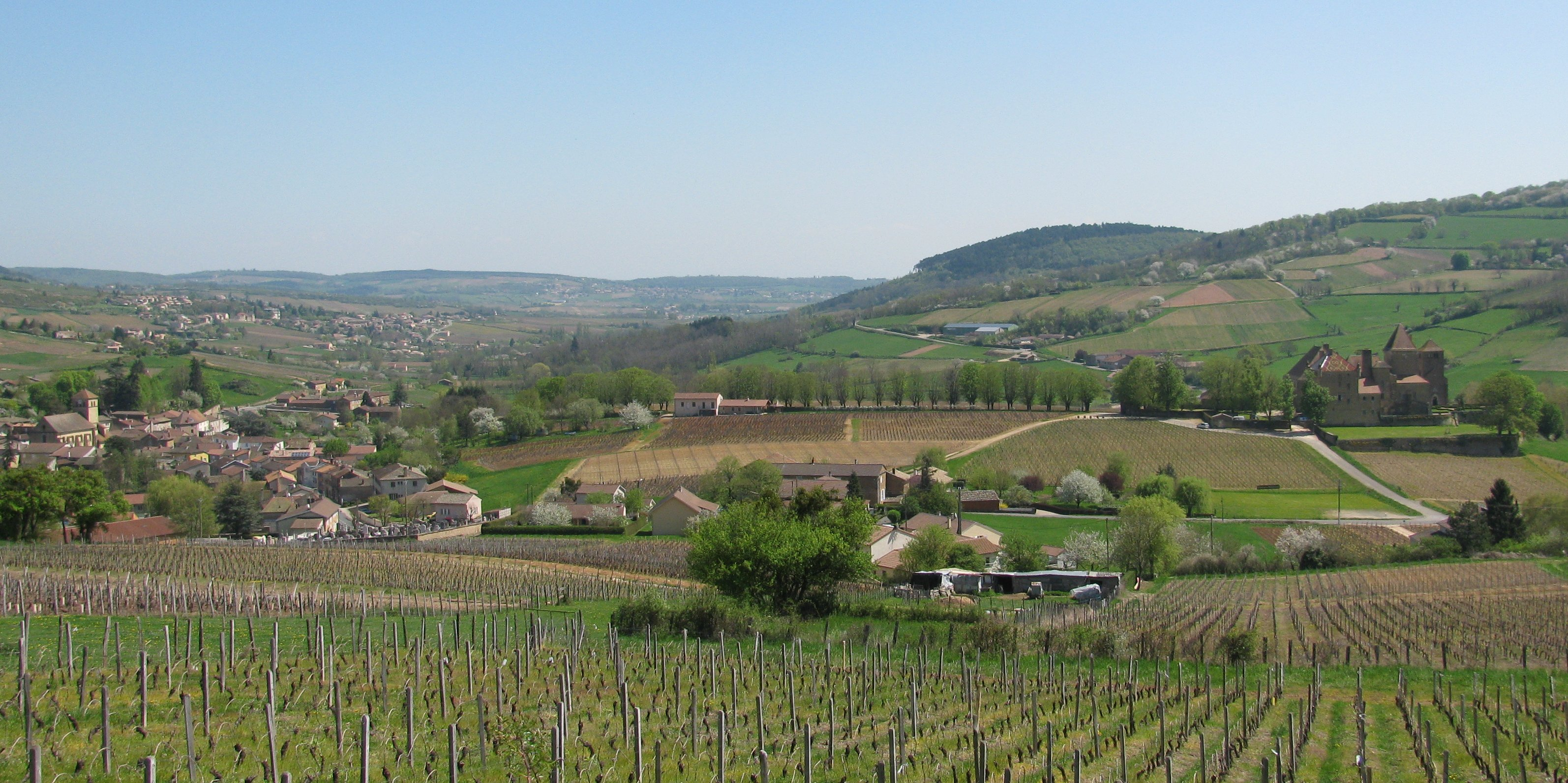
Le village et le château.

## Politique et administration
| Période                                  | Période   | Identité        | Étiquette | Qualité |
| ---------------------------------------- | --------- | --------------- | --------- | ------- |
| mars 1898                                |           | Philibert Myot  |           |         |
| 1899                                     |           | Joanny Juillard |           |         |
| mars 1977                                | 1984      | Jean Fouilloux  |           |         |
| 1984                                     | mars 1989 | ?               |           |         |
| mars 1989                                | en cours  | Rémy Martinot   |           |         |
| Les données manquantes sont à compléter. |           |                 |           |         |

## Démographie

Les vignobles du Mâconnais.

L'évolution du nombre d'habitants est connue à travers les recensements de la population effectués dans la commune depuis 1793. Pour les communes de moins de 10 000 habitants, une enquête de recensement portant sur toute la population est réalisée tous les cinq ans, les populations de référence des années intermédiaires étant quant à elles estimées par interpolation ou extrapolation. Pour la commune, le premier recensement exhaustif entrant dans le cadre du nouveau dispositif a été réalisé en 2005.

En 2022, la commune comptait 851 habitants, en évolution de −6,48 % par rapport à 2016 (Saône-et-Loire : −1,06 %, France hors Mayotte : +2,11 %).
| 1793  | 1800  | 1806  | 1821  | 1831  | 1836  | 1841  | 1846  | 1851  |
| ----- | ----- | ----- | ----- | ----- | ----- | ----- | ----- | ----- |
| 1 205 | 1 270 | 1 327 | 1 352 | 1 433 | 1 450 | 1 405 | 1 354 | 1 411 |

| 1856  | 1861  | 1866  | 1872  | 1876  | 1881  | 1886  | 1891  | 1896  |
| ----- | ----- | ----- | ----- | ----- | ----- | ----- | ----- | ----- |
| 1 305 | 1 251 | 1 241 | 1 174 | 1 205 | 1 179 | 1 197 | 1 143 | 1 066 |

| 1901  | 1906  | 1911 | 1921 | 1926 | 1931 | 1936 | 1946 | 1954 |
| ----- | ----- | ---- | ---- | ---- | ---- | ---- | ---- | ---- |
| 1 029 | 1 005 | 982  | 895  | 788  | 755  | 722  | 658  | 644  |

| 1962 | 1968 | 1975 | 1982 | 1990 | 1999 | 2005 | 2006 | 2010 |
| ---- | ---- | ---- | ---- | ---- | ---- | ---- | ---- | ---- |
| 682  | 689  | 715  | 762  | 763  | 812  | 909  | 926  | 915  |

| 2015 | 2020 | 2022 | - | - | - | - | - | - |
| ---- | ---- | ---- | - | - | - | - | - | - |
| 903  | 859  | 851  | - | - | - | - | - | - |

## Économie
Pierreclos est entourée de vignobles et produit un vin de qualité. Le Mâconnais situé dans le sud de la Bourgogne produit en majorité du Chardonnay qui fournit 85 % de la production et de grands vins blancs fruités[réf. nécessaire] : Mâcon, Mâcon-Villages, Saint-Véran, Pouilly-Fuissé, Pouilly-Vinzelles, Pouilly-Loché, etc.
Le principal employeur est une usine de production de saucissons.
Un commerce nommé « Comptoir de Campagne » a ouvert ses portes le jeudi 18 juin. Ce projet est une start-up. Il y a 10 commerces dans la France, il y en a un 11e qui a ouvert.

## Lieux et monuments
- Château de Pierreclos.

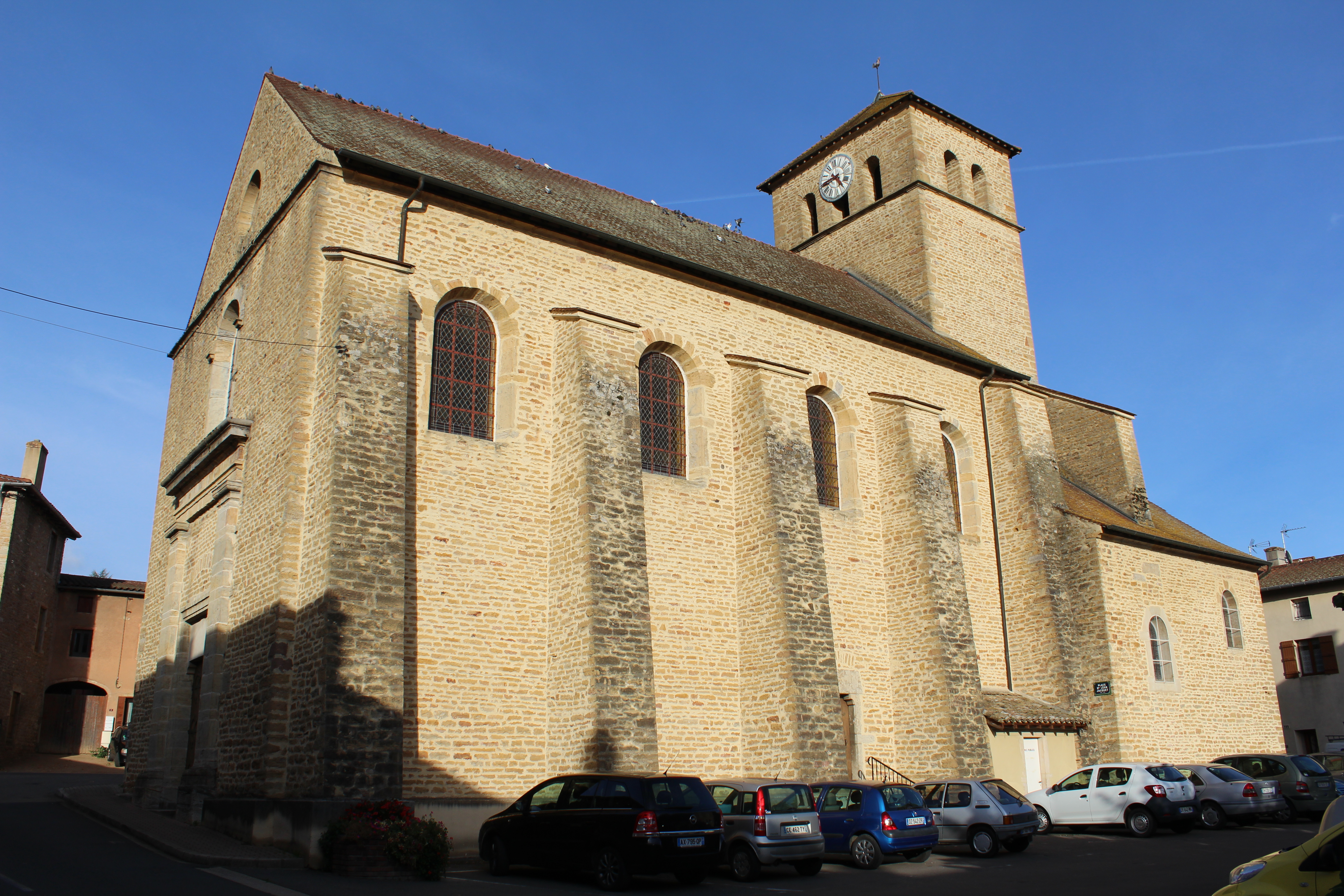
Église Saint-Martin.

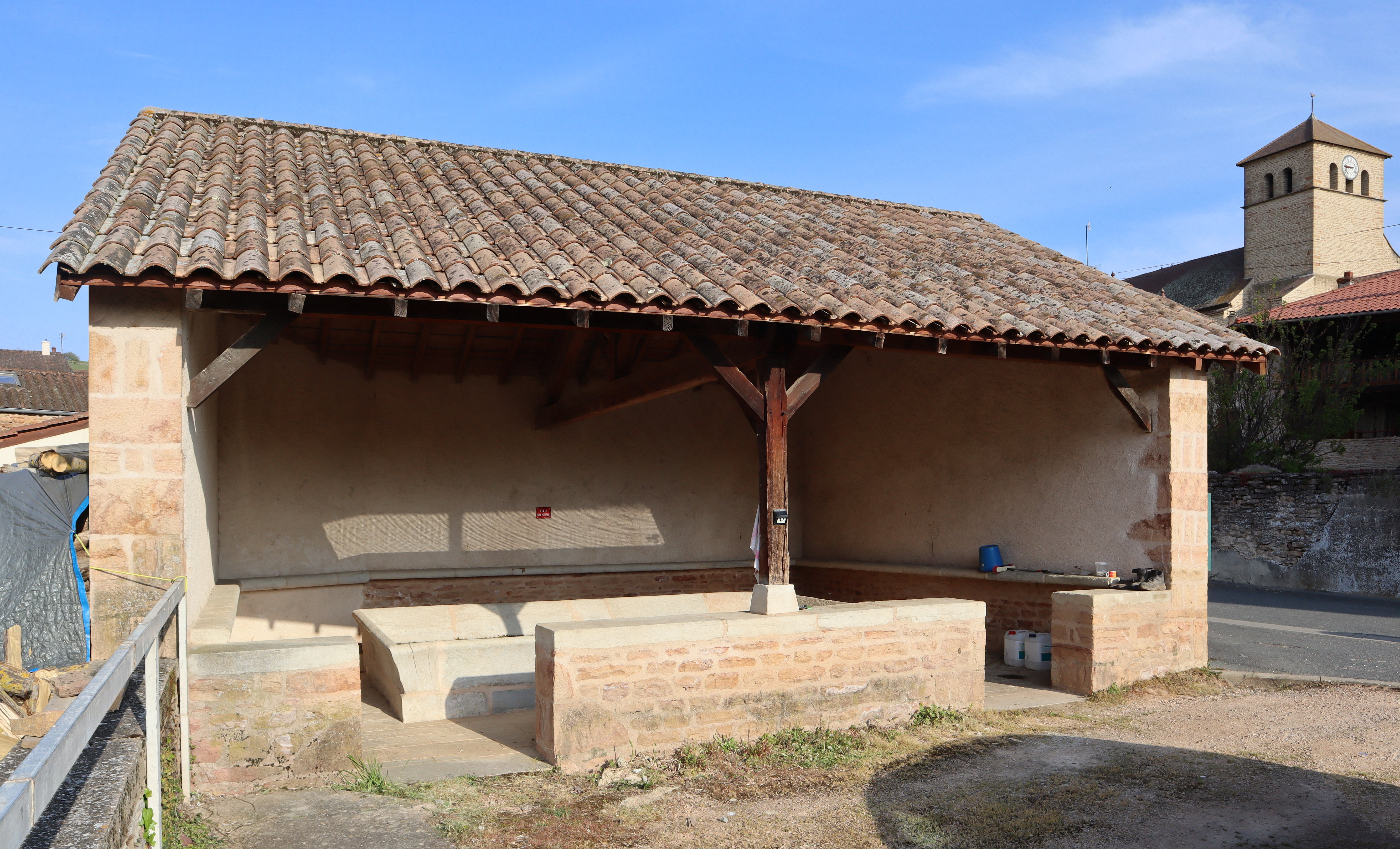
Lavoir de Pierreclos.

- Églises : la première date du XIIe siècle, au château, détruite en 1562 (il n'en reste aujourd’hui que le chœur et elle sert de chapelle) ; la deuxième, à la place de l'actuelle quincaillerie, fut fermée vers 1735, car menaçant d’effondrement ; la troisième et dernière a été construite de 1771 à 1779, sur le modèle de la première. L'église de Pierreclos, qui ne disposait au début du XVIIIe siècle que d'une seule cloche (dont le poids était de 120 livres), fut dotée en 1729 d'une cloche plus grosse, fondue à partir de l'ancienne, dont le poids fut de 800 livres[17].
- Château du Carruge.
- Lavoir de Pierreclos.

## Personnalités liées à la commune

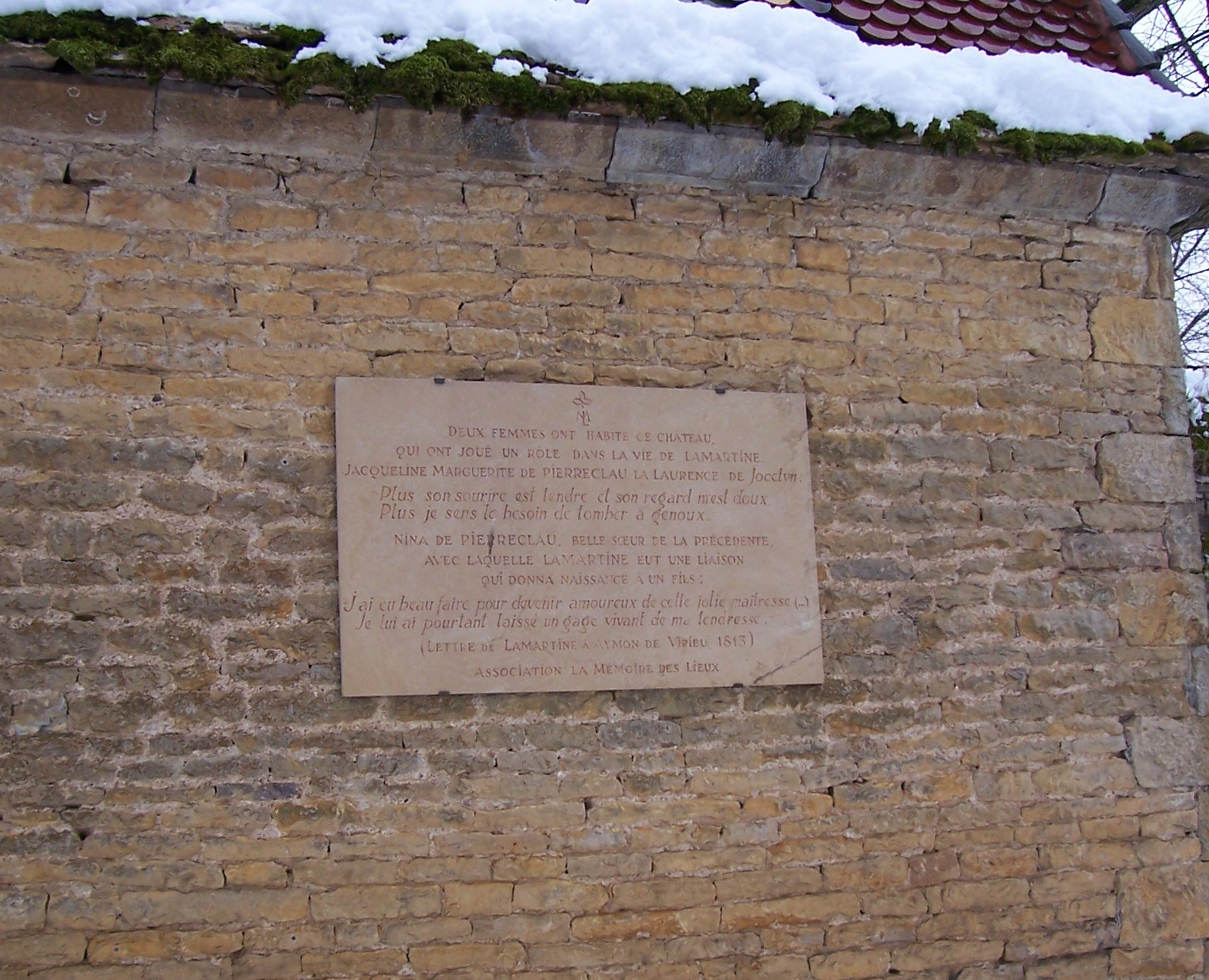
Plaque commémorative de Lamartine sur le mur du chateau de Pierreclos (Saône-et-Loire).

- Alphonse de Lamartine a eu un enfant avec Jacqueline de Pierreclos (Laurence dans Jocelyn) lors de ses visites dans le Mâconnais.
- Ray Letellier (1921-2009), artiste peintre dont une part de l'œuvre paysagiste représente les vignobles de Pierreclos.
- Jean Claude Galland, né le 5 avril 1943, décédé le 7 septembre 2020. Artiste sculpteur. Professeur de Volumes à l'école des Beaux Arts de Mâcon. Créateur d'une sculpture habitable à Sail-sous-Couzan (Loire). Expositions en France et à l'étranger.
- Gilliane Senn, artiste équestre de renom

## Culte
Pierreclos appartient à l'une des sept paroisses composant le doyenné de Mâcon (doyenné relevant du diocèse d'Autun) : la paroisse Saint-Vincent en Val-Lamartinien, paroisse qui a son siège à La Roche-Vineuse et qui regroupe quinze villages du Mâconnais.

## Pour approfondir